# 夏小正
《夏小正》為古代中國的曆事文献之一，也被視作古代農事用書，位於《大戴禮記》第47篇，記載十二個月中，各月的天象、物候和民間生產活動。《夏小正》原文收入《大戴禮記》中，在唐宋時期散佚（而大戴禮記亦有一半同時散佚）。現存《夏小正》為宋朝傅崧卿著《夏小正傳》把當時所藏之兩個版本《夏小正》文稿匯集而成。又就《夏小正》各月篇幅來看，現存本似非全秩，而存有佚文。
《夏小正》用語本就古奧，又因收入《大戴禮記》時就經（本文）、傳（註釋）不分，增加解讀文本的困難。《夏小正》成書年代則聚訟紛紜，據《史記》載：「孔子正夏時，學者多傳夏小正」，以為是夏朝之作。現代學者，有主張西周初年、春秋時代，以及戰國時代者，莊雅州認為或許是春秋時代杞國人就所傳先世舊籍，歷經傳寫補充而成。至於「傳」文，夏緯英認為是作於戰國時代早期。

## 內容
書中除二月、十一與十二月外，每月載有確定季節的星象（主要是拱極星象與黃道星象）以指導務農生產，另外亦有記載當月植物之生長形態、動物之活動習性與祭祀(亦為物候學之重要典籍)。
由於內容涉及星象與農業賴以使用之曆法的關係，對古代天象與先秦曆法研究也有相當重要之參考價值。

## 註解
任兆麟《夏小正補注》、程鴻詒《夏小正集說》、黃謨《夏小正分箋》、洪震煊《夏小正疏義》、李調元《夏小正箋》、夏緯瑛《夏小正經文校釋》、莊雅州《夏小正研究》

## 相關文獻
《呂氏春秋·十二紀》、《淮南子·時則訓》、《禮記·月令》三篇文獻有密切關係，《呂氏春秋·十二紀》的紀首和《禮記·月令》文字相同，《淮南子·時則訓》則抄錄其文而略作更動，這三篇文獻所記天象、物候多來自於《夏小正》。
另外，《詩·豳風·七月》按照月份，《逸周書·時訓》依照節氣，描述其所屬物候。在《管子》各篇章中，也能見到有關物候、農時的描述。

## 外部連結
- 莊雅州：夏小正月令異同論 （页面存档备份，存于）
- 胡鐵珠：夏小正星象年代研究